# Jerry O'Connell
Jerry O'Connell, all'anagrafe Jeremiah O'Connell (New York, 17 febbraio 1974), è un attore statunitense.
Debutta a 11 anni, nel 1986, interpretando Vern Tessio nel film Stand by Me - Ricordo di un'estate e successivamente recita da protagonista in diverse serie televisive; presta la voce al personaggio di Superman in vari cartoni animati destinati al cinema e alla televisione e al comandante Jack Ransom nella serie animata Star Trek: Lower Decks.

## Biografia
O'Connell nasce a Manhattan, distretto di New York, primogenito dei due figli di Michael O'Connell, un dirigente presso un'agenzia pubblicitaria statunitense di origini irlandesi, e di Linda Witkowski, un'insegnante d'arte statunitense di origini per metà polacche e per metà italiane. O'Connell inizia la sua carriera d'attore molto presto: viene convinto a tentare la strada della recitazione da suo cugino Robert O'Connell di Copiague (New York). Jerry inizia con dei piccoli spot pubblicitari e fa il suo debutto cinematografico a undici anni nel film Stand by Me - Ricordo di un'estate di Rob Reiner dove interpreta la parte di Vern Tessio. Nel 1988, ancora adolescente, Jerry interpreta il suo primo ruolo di successo in televisione, quello di Andrew Clements nella serie Il mio amico Ultraman che dura ben tre anni. Nel frattempo continua gli studi a New York dove lascerà gli studi nel 1995 dopo appena un anno di università.
Durante una vacanza estiva dalla New York University, Jerry recita nel film La troviamo a Beverly Hills con le allora star di Beverly Hills 90210, Jason Priestley e Gabriel Olds. Nel 1992 partecipa a una brevissima sit-com della ABC, intitolata Camp Wilder, al fianco di Jay Mohr e Hilary Swank. Nel 1995, durante il suo primo anno di università, Jerry fa un provino per l'episodio pilota di una nuova serie televisiva: I viaggiatori. Il ruolo di Quinn Mallory nella serie è molto importante per la carriera di Jerry. La serie va avanti per tre anni sulla Fox e per altri due su Sci-Fi Channel e O'Connell ne scrive e dirige parecchi episodi, diventandone addirittura produttore esecutivo durante la quinta e ultima stagione.
Nel frattempo Jerry partecipa a diversi film quali: Body Shots, Mission to Mars, I gattoni e Kangaroo Jack - Prendi i soldi e salta. O'Connell scrive e vende anche la sua prima sceneggiatura, Una teenager alla Casa Bianca, che viene acquistata dalla New Line nel 1999, ma ne verrà tratto un film solo nel 2004 dalla Fox interpretato da Katie Holmes e nel quale Jerry figura come produttore esecutivo. La storia parla di un giovane agente che si ritrova a fare da guardia del corpo alla giovane figlia del Presidente degli Stati Uniti.
Jerry interpreta il ruolo del detective Woody Hoyt nella serie televisiva Crossing Jordan  dal 2002 al 2007, che lo porta a partecipare, sempre nello stesso ruolo, anche a qualche episodio di Las Vegas. Dopo la chiusura di Crossing Jordan, Jerry non ha molta fortuna in televisione, lavorando in due sit-com rivelatesi dei flop commerciali: Carpoolers e Do Not Disturb, andate in onda rispettivamente su ABC e su FOX e chiuse entrambe dopo soli 13 episodi prodotti. Partecipa al video del singolo Heartbreaker di Mariah Carey. Gira un video di una parodia di Tom Cruise in collaborazione con il collega e amico Jerry Minor, con il quale aveva precedentemente lavorato nella serie televisiva Carpoolers.
Dal 2016 presta la voce al personaggio di Superman in vari cartoni animati destinati al cinema e alla televisione, produzioni nelle quali dal 2018 è affiancato dalla moglie Rebecca Romijn che presta la voce a Lois Lane.
Nel 2018 interpreta la parte di George Cooper, Jr., fratello maggiore di Sheldon Cooper, soprannominato "Re degli pneumatici", in tre episodi della dodicesima stagione della serie televisiva The Big Bang Theory. Nel 2020 entra a far parte del cast di doppiatori della serie animata di fantascienza Star Trek: Lower Decks del franchise di Star Trek, in cui presta la voce al personaggio del comandante Jack Ransom, secondo ufficiale dell'astronave USS Cerritos, agli ordini del capitano Freeman.

## Vita privata
Nel corso degli anni ha diverse relazioni con donne celebri quali Sarah Michelle Gellar, Estella Warren e Geri Halliwell.
Nel settembre del 2005 annuncia il suo fidanzamento con Rebecca Romijn, che sposa il 14 luglio 2007. Il 28 dicembre 2008 la coppia ha due gemelle, Dolly Rebecca Rose e Charlie Tamara Tulip. I nomi sono ispirati a Dolly Parton (della quale la Romijn è una grande fan) e al fratello di Jerry, Charlie.

## Filmografia

### Attore

#### Cinema
- Stand by Me - Ricordo di un'estate (Stand by Me), regia di Rob Reiner (1986)
- Scuola di polizia 5 - Destinazione Miami (Police Academy 5: Assignment: Miami Beach), regia di Alan Myerson (1988) - non accreditato
- La troviamo a Beverly Hills (Calendar Girl), regia di John Whitesell (1993)
- A casa di Joe (Joe's Apartment), regia di John Payson (1996)
- Jerry Maguire, regia di Cameron Crowe (1996)
- Scream 2, regia di Wes Craven (1997)
- Giovani, pazzi e svitati (Can't Hardly Wait), regia di Harry Elfont e Deborah Kaplan (1998) - non accreditato
- Body Shots, regia di Michael Cristofer (1999)
- Mission to Mars, regia di Brian De Palma (2000)
- Clayton, regia di Eric Fogel (2000)
- I gattoni (Tomcats), regia di Gregory Poirier (2001)
- Un ragazzo tutto nuovo (The New Guy), regia di Ed Decter (2002)
- Mai dire sempre (Buying the Cow), regia di Walt Becker (2002)
- Kangaroo Jack - Prendi i soldi e salta (Kangaroo Jack), regia di David McNally (2003)
- Fat Slags, regia di Ed Bye (2004)
- I tuoi, i miei e i nostri (Yours, Mine and Ours), regia di Raja Gosnell (2005)
- The Alibi, regia di Matt Checkowski, Kurt Mattila (2006)
- Il diario di Jack (Man About Town), regia di Mike Binder (2006)
- Room 6, regia di Michael Hurst (2006)
- Sesso, bugie e... difetti di fabbrica (Baby on Board), regia di Brian Herzlinger (2009)
- Obsessed, regia di Steve Shill (2009)
- Piranha 3D, regia di Alexandre Aja (2010)
- Scary Movie V, regia di Malcolm D. Lee (2013)
- Veronica Mars - Il film (Veronica Mars), regia di Rob Thomas (2014)
- Space Station 76, regia di Jack Plotnick (2014)
- The Lookalike, regia di Richard Gray (2014)
- Il segreto della sirena (A Mermaid's Tale), regia di Dustin Rikert (2016)
- The Secret - La forza di sognare (The Secret: Dare to Dream), regia di Andy Tennant (2020)
- La lista dei fan**lo (The F**k-It List), regia di Michael Duggan (2020)
- Play Dead, regia di Patrick Lussier (2022)

#### Televisione
- La pensione (The Room Upstairs), regia di Stuart Margolin (1987) - film TV
- Un giustiziere a New York (The Equalizer) - serie TV, episodio 3x13 (1988)
- Il mio amico Ultraman (My Secret Identity) - serie TV, 72 episodi (1988-1991)
- Baby Sitter (Charles in Charge) - serie TV, episodio 4x20 (1989)
- Ollie Hopnoodles Haven of Bliss, regia di Dick Bartlett (1989) - film TV
- Camp Wilder - serie TV, 19 episodi (1992-1993)
- I viaggiatori (Sliders) - serie TV, 69 episodi (1995-1999)
- The Ranger, the Cook and a Hole in the Sky, regia di John Kent Harrison (1995) - film TV
- Blue River, regia di Larry Elikann (1995) - film TV
- Parole dal cuore (What the Deaf Man Heard), regia di John Kent Harrison (1997) - film TV
- The 60's, regia di Mark Piznarski (1999) - film TV
- Night Visions - serie TV, episodio 1x09 (2001)
- Crossing Jordan - serie TV, 88 episodi (2002-2007)
- Going to California - serie TV, episodio 1x19 (2002)
- Romeo Fire - serie TV, episodio pilota (2002)
- Senza traccia (Without a Trace) - serie TV, episodio 2x12 (2004)
- Las Vegas - serie TV, 5 episodi (2004-2006)
- Ugly Betty - serie TV, episodio 1x16 (2007)
- Carpoolers - serie TV, 13 episodi (2007-2008)
- Samantha chi? (Samantha Who?) - serie TV, episodio 1x13 (2008)
- Do Not Disturb - serie TV, 7 episodi (2008)
- Nora Roberts - La palude della morte (Midnight Bayou), regia di Ralph Hemecker – film TV (2009)
- Eastwick - serie TV, episodi 1x12-1x13 (2010)
- Rex Is Not Your Lawyer, episodio pilota scartato (2010)
- The Defenders - serie TV, 18 episodi (2010-2011)
- NTSF:SD:SUV:: - serie TV, episodio 1x08 (2011)
- Mockingbird Lane, regia di Bryan Singer (2012) - film TV
- Burning Love - serie TV, 14 episodi (2013)
- King & Maxwell - serie TV, episodio 1x06 (2013)
- Satisfaction - serie TV, episodio 1x06 (2013)
- We Are Men - serie TV, 7 episodi (2013)
- Drunk History - serie TV, episodio 2x08 (2014)
- The League - serie TV, episodio 6x07 (2014)
- The Librarians - serie TV, episodio 1x10 (2015)
- Marry Me - serie TV, 2 episodi (2015)
- Workaholics - serie TV, episodio 5x05 (2015)
- Significant Mother - serie TV, episodio 1x08 (2015)
- The Mysteries of Laura - serie TV, 2 episodi (2016)
- Billions - serie TV, 10 episodi (2016-2022)
- Scream Queens - serie TV, 2 episodi (2016)
- The Big Bang Theory - serie TV, 3 episodi (2018)
- Carter – serie TV, 20 episodi (2018-2019)

### Doppiatore

#### Cinema
- Justice League: Il Trono di Atlantide (Justice League: Throne of Atlantis), regia di Ethan Spaulding (2015) - Superman
- The Death of Superman, regia di Jake Castorena e Sam Liu (2018) - Superman
- Batman: Hush, regia di Justin Copeland (2019) - Superman

#### Televisione
- Justice League - serie animata, episodio 4x07 (2005) - Superman
- The Batman - serie animata, 2 episodi (2007) - Superman
- G.I. Joe: Renegades - serie animata, 1 episodio (2011) - Gabriel Kelly/Barbecue
- Fish Hooks - Vita da pesci (Fish Hooks) - serie animata, 1 episodio (2011)
- Jake e i pirati dell'Isola che non c'è (Jake and the Never Land Pirates) - serie animata, 6 episodi (2013-2015)
- Star Trek: Lower Decks - serie animata, 20 episodi (2020-2021) - Jack Ransom

### Produttore
- I viaggiatori (Sliders) - serie TV (1998-1999)
- Una teenager alla Casa Bianca (First Daughter), regia di Forest Whitaker (2004)

### Regista
- I viaggiatori (Sliders) - serie TV, 5 episodi (1997-1999)

### Sceneggiatore
- I viaggiatori (Sliders) - serie TV, episodio 4x18 (1999)
- Una teenager alla Casa Bianca (First Daughter), regia di Forest Whitaker (2004)

## Doppiatori italiani
Nelle versioni in italiano delle opere in cui ha recitato, Jerry O'Connell è stato doppiato da:
- Massimo De Ambrosis in La troviamo a Beverly Hills, I gattoni, Crossing Jordan, The Defenders
- Francesco Pezzulli in Scream 2, La palude della morte, Senza traccia, Carter
- Guido Di Naccio in Ugly Betty, Samantha chi?, Veronica Mars - Il film, La lista dei fan**lo
- Fabrizio Manfredi in Il mio amico Ultraman, I tuoi, i miei e i nostri
- Stefano Crescentini in Night Visions, The Librarians
- Riccardo Rossi in I viaggiatori, Mai dire sempre
- Christian Iansante in Carpoolers, The Secret - La forza di sognare
- Simone D'Andrea in Kangaroo Jack - Prendi i soldi e salta, The Big Bang Theory
- Vittorio De Angelis in Jerry Maguire, Las Vegas
- Giorgio Borghetti in Obsessed, Scream Queens
- Davide Lionello in Stand by me - Ricordo di un'estate
- Sergio Lucchetti in Sesso, bugie e... difetti di fabbrica
- Roberto Chevalier in The Mysteries of Laura
- Francesco Prando in Significant Mother
- Angelo Maggi in Piranha 3D
- Massimo Rossi in Body Shots
- Oreste Baldini in Mission to Mars
- Carlo Scipioni in Il diario di Jack
- Roberto Certomà in Space Station 76
- Stefano Thermes in Billions
- Fabio Gervasi in Endangered Species - Caccia mortale

Da doppiatore è sostituito da:
- Alberto Angrisano in Justice League: Il Trono di Atlantide, Batman: Hush
- Carlo Scipioni in Star Trek: Lower Decks, Star Trek: Strange New Worlds